# Elaeocarpus braceanus
Elaeocarpus braceanus är en tvåhjärtbladig växtart som beskrevs av David Allan Poe Watt och Charles Baron Clarke. Elaeocarpus braceanus ingår i släktet Elaeocarpus och familjen Elaeocarpaceae. Inga underarter finns listade i Catalogue of Life.